# Baltimora
Baltimora (AFI: /baltiˈmɔra/; in inglese Baltimore) è una città degli Stati Uniti d'America, nello Stato del Maryland. Amministrativamente si tratta di una città indipendente, non afferente, cioè, ad alcuna contea, ma soggetta all'autorità amministrativa dello Stato. È la più grande città del Maryland e prende il nome da Cæcilius Calvert, secondo barone di Baltimore, fondatore e primo governatore della colonia del Maryland.
Nella città di Baltimora ha sede il campus dell'Università Johns Hopkins e il relativo ospedale, il Johns Hopkins Hospital. Entrambi gli istituti furono i primi degli USA ad essere finalizzati alla ricerca.
Secondo il censimento del 2018 la popolazione della città contava 602 495 residenti, mentre l'area metropolitana di Baltimora-Washington arriva a 2 690 886 abitanti. Baltimora è anche il più importante porto degli Stati Uniti.

## Geografia fisica

### Territorio

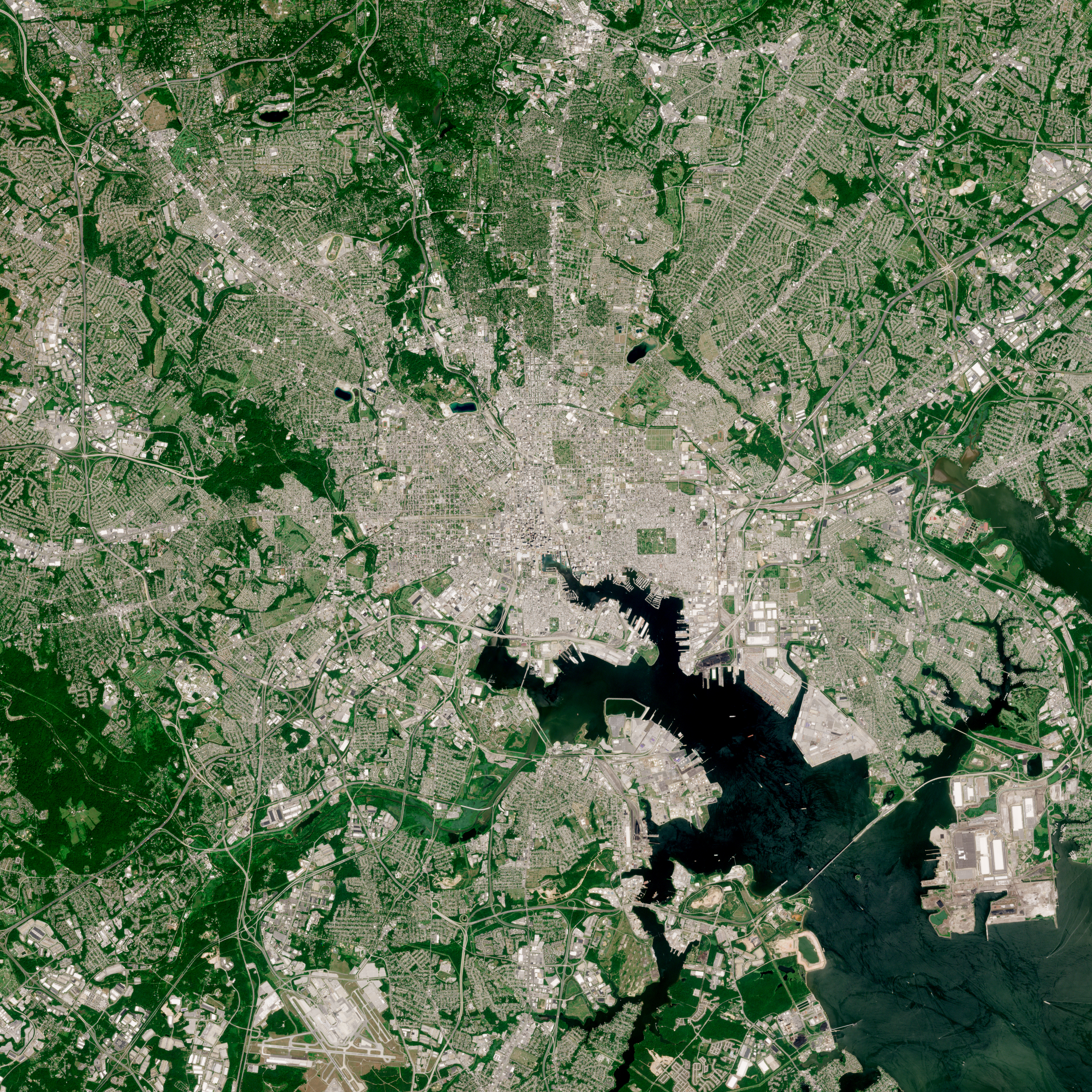
Foto satellitare della città

Baltimora è situata nel centro-nord dello Stato, sul fiume Patapsco, non lontano dalla baia di Chesapeake. Il municipio della città sorge a circa 10 m s.l.m. (34 piedi), con elevazioni del territorio che vanno da 3 a 30 metri circa al margine occidentale. La città ha un'area totale di 238,5 km², 209,3 km² di terra ed i restanti 29,2 km² di acque interne.
La città è divisa in nove regioni geografiche (Northern, Northwestern, Northeastern, Western, Central, Eastern, Southern, Southwestern, and Southeastern) tutti pattugliati da un rispettivo distretto del dipartimento di polizia di Baltimora. Per la gente del posto, comunque, è normale dividere semplicemente est ed ovest usando Charles Street come linea di separazione.

### Clima
Il clima di Baltimora si classifica come umido subtropicale, secondo la Classificazione Köppen, con moderate influenze dalla vicinanza all'oceano. L'estate è relativamente calda ed umida, invece l'inverno è freddo ed umido. Le stagioni sono però meno estreme di quelle di città alla stessa latitudine come ad esempio Denver o Kansas City. Luglio è tipicamente il mese più caldo, con una temperatura massima di 33 °C ed una minima di 23 °C. L'estate è inoltre la stagione con maggiore umidità, sono frequenti i temporali pomeridiani. Il record di temperatura massima si è toccato nel 2012, con 44 °C; la minima invece è stata raggiunta nel 1934 con −22 °C. Raramente si toccano temperature inferiori ai −12 °C o superiori ai 40 °C. Come accade in molte città della East Coast, le precipitazioni sono diffuse durante tutto l'anno, con una media mensile di 10 cm. Le precipitazioni nevose sono moderate, con una media annuale di circa 46 cm di neve. Nei sobborghi a nordovest il clima assume caratteristiche continentali, le precipitazione nevose aumentano e le temperature minime si abbassano. I monti Appalachi proteggono il Maryland centrale da molti dei venti nordici e la Delmarva Peninsula ripara la città dalle tempeste tropicali che affliggono la costa.

## Storia

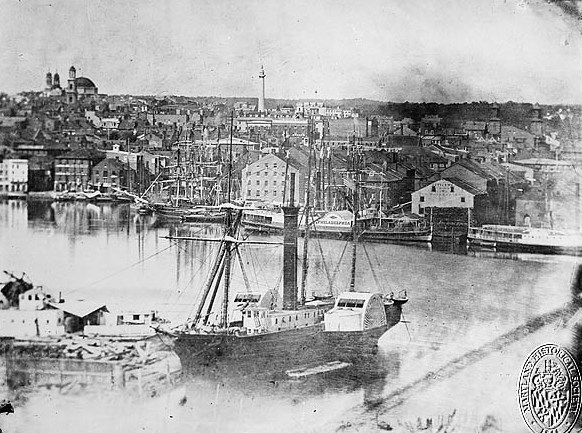
Baltimora nel 1849 con la Cattedrale e il monumento a Washington in lontananza

Se fu nel 1706 che la Colonia del Maryland decise di installare nella baia di Chesapeake un porto col nome di Cæcilius Calvert, Baltimora fu fondata solo nel 1729, e nella seconda metà del secolo crebbe abbastanza rapidamente sfruttando la sua posizione geografica ideale come porto commerciale, tanto che nel 1797 venne dichiarata città con una propria amministrazione comunale e un territorio ampliato incorporando i villaggi vicini. Durante la guerra contro gli inglesi del 1812 il Fort McHenry venne assediato dalle truppe inglesi che avevano già fatto capitolare la città di Washington. La battaglia, che prende il nome di Battaglia di Baltimora, terminò con la vittoria delle forze americane. La battaglia è ancora oggi ricordata con il famoso monumento Battle Monument.
Nel 1851 la città ottenne l'indipendenza staccandosi dalla contea alla quale apparteneva. Nel 1789 papa Pio VI nomina Padre John Carroll come primo vescovo cattolico degli Stati Uniti, dell'Arcidiocesi di Baltimora.
All'inizio della guerra di secessione americana fu teatro dei disordini di Baltimora.
Il 7 febbraio 1904 uno spaventoso incendio devastò il centro della città per 30 ore. Alla fine i vigili del fuoco, per circoscrivere i danni, furono costretti ad abbattere diverse costruzioni. I danni furono ingenti. Si calcola che oltre 1 500 edifici andarono completamente distrutti.
Dopo la seconda guerra mondiale il boom economico e la ricchezza della popolazione portò moltissimi esponenti della classe media a lasciare il centro ed a trasferirsi in più comode abitazioni della periferia. Questo movimento portò ben presto il centro ad essere territorio di teppisti e delinquenti. Il problema raggiunse dimensioni preoccupanti fino a quando nel 1971 la municipalità decise di intraprendere un ambizioso piano di ammodernamento del centro. Vennero costruiti centri culturali, musei ed anche l'assetto urbanistico mutò lentamente ma costantemente. Oggi il centro di Baltimora è meta di numerosi turisti e la delinquenza è decisamente diminuita, riportandosi ai livelli delle altre città statunitensi.
Tra i principali monumenti che testimoniano il passato della città si ricordano la Colonna di Washington e soprattutto la Cattedrale cattolica, la più antica degli Stati Uniti e sede dell'Arcidiocesi di Baltimora.
Il 26 marzo 2024 il ponte Francis Scott Key, a seguito dello scontro con una nave portacontainer, è crollato.

## Infrastrutture e trasporti
La città è servita dall'Aeroporto Internazionale di Baltimora-Washington. La città è dotata di una linea metropolitana, di una rete tranviaria e di un servizio ferroviario suburbano in partenza dalla Penn Station, denominato Maryland Area Regional Commuter.

### Porto
Il porto di Baltimora fu fondato nel 1706, prima della città stessa, e veniva utilizzato per gli scambi commerciali, in particolare tabacco, con l'Inghilterra.

## Cultura

### Musei
- Walters Art Museum
- Baltimore Museum of Art
- Phoenix Shot Tower
- American Visionary Art Museum

### Quartieri
Malgrado la fama negativa causata dall'elevato numero di crimini, Baltimora mantiene comunque una distintiva cultura locale. Essendo una città portuale, è stata spesso riconosciuta come città di quartieri, con differenti distretti tradizionalmente occupati da distinti gruppi etnici. 
Oggi sono più notevoli le tre aree lungo il porto: Inner Harbor, frequentata da turisti per via di hotel, musei e negozi; Fells Point, una volta punto di intrattenimento per i marinai, ora rinnovato e Little Italy, collocata in mezzo alle altre due, dov'era basata la comunità italoamericana e in cui crebbe la portavoce del Congresso degli Stati Uniti Nancy Pelosi. Più all'interno, si trova Mount Vernon, il tradizionale centro culturale ed artistico della città. 
Il tradizionale accento locale è stato a lungo notato e celebrato come "Baltimorese" o "Bawlmorese".

## Crimine
Morgan Quitno classifica Baltimora come la sesta città più pericolosa degli Stati Uniti. La città è seconda solo a Detroit tra i centri con più di 500 000 abitanti. Secondo le statistiche, pur se gli omicidi sono in calo, il loro numero rimane comunque sette volte maggiore della media nazionale.

## Amministrazione

### Gemellaggi
Baltimora è gemellata con:
- Genova[4][5]
- Cadice
- Xiamen
- Gbarnga
- Alessandria d'Egitto
- Kawasaki
- Luxor
- Odessa
- Il Pireo
- Rotterdam
- Bremerhaven[6]
- Salerno, dal 2008[7]

## Sport
Baltimora ha due squadre professionistiche nei maggiori sport:
- I Baltimore Ravens (NFL - football americano) giocano al M&T Bank Stadium
- I Baltimore Orioles (MLB - baseball) giocano all'Oriole Park at Camden Yards